# Amorphophallus bequaertii
Amorphophallus bequaertii är en kallaväxtart som beskrevs av De Wild. Amorphophallus bequaertii ingår i släktet Amorphophallus och familjen kallaväxter. Inga underarter finns listade.